# Pachycytes sericeovittata
Pachycytes sericeovittata är en skalbaggsart som först beskrevs av Waterhouse 1880.  Pachycytes sericeovittata ingår i släktet Pachycytes och familjen långhorningar.
Artens utbredningsområde är Madagaskar. Inga underarter finns listade i Catalogue of Life.